# Saint-Bomer
Saint-Bomer ist eine französische Gemeinde mit 194 Einwohnern (Stand: 1. Januar 2022) im Département Eure-et-Loir in der Region Centre-Val de Loire; sie gehört zum Arrondissement Nogent-le-Rotrou und zum Kanton Brou. 

## Geographie
Saint-Bomer liegt etwa 53 Kilometer westsüdwestlich von Chartres in der Landschaft Perche. Umgeben wird Saint-Bomer von den Nachbargemeinden Les Étilleux im Norden, Coudray-au-Perche im Nordosten, Authon-du-Perche im Osten und Südosten, Saint-Ulphace im Süden, Théligny im Südwesten und Westen sowie Ceton im Westen und Nordwesten.
Durch die Gemeinde führt die Autoroute A11.

## Bevölkerungsentwicklung
| Jahr                       | 1962 | 1968 | 1975 | 1982 | 1990 | 1999 | 2006 | 2013 | 2020 |
| Einwohner                  | 243  | 202  | 195  | 160  | 143  | 178  | 198  | 209  | 191  |
| Quellen: Cassini und INSEE |      |      |      |      |      |      |      |      |      |

## Sehenswürdigkeiten
- Kirche Saint-Bomer
- Schloss La Grève aus dem 17. Jahrhundert

## Persönlichkeiten
- Alexis de Castillon (1838–1873), Komponist, in Saint-Bomer begraben